# Okazionalismus
Okazionalismus je filosofická doktrína 17. století, která se pokusila vyřešit karteziánský problém vztahu dvou entit: mentální (všechny duševní procesy včetně racionálních, volních a citových) a fyzické (tělesné pohyby). Za předpokladu, že jsou obě podstaty nezávislé, není možné vysvětlit jejich vzájemné působení. Okazionalismus tento vztah vysvětluje pomocí třetí substance, Boha.
Označení okazionalismus pochází z lat. occasio – příležitost, neboť Bůh „u příležitosti“ aktu vědomí vyvolává tělesný pohyb a obráceně.
Nejde o označení směru, ale jen jedné stránky pokarteziánské filosofie.

## Počátky
Vztah mezi tělem a duší je často diskutovaným filosofickým problémem. Výrazněji se o jeho vyřešení pokoušely islámské teologické školy (Abú al-Hasan al-Ash'ari, Abu Hamid Mohamed ibn Muhammad al-Ghazali) i ranní islámští filosofové (Al-Farabi, Avicenna). Ve scholastice byl Bůh chápán jako jediná prvotní příčina veškerého dění ve světě. Mezi jinými David Hume tvrdil, že v případě přírodního dění nemůžeme zjišťovat kauzalitu ve vlastním smyslu, nýbrž jen jistou následnost (svým tvrzením ovlivnil Immanuela Kanta). Mezi dalšími se tímto problémem zabývali např. Baruch Spinoza či Gottfried Wilhelm Leibniz.
Okazionalisté vycházeli z descartovského problému dualismu. René Descartes pojímal mysl jako nezávislou, netělesnou substanci. Slavné „myslím, tedy jsem“ (Ego cogito, ergo sum), není jen výchozím bodem descartesovy filosofie, ale poukazuje i na ryze autonomní postavení mysli ve vztahu ke světu. Mysl se vykazuje sama ze sebe, tudíž je jediná nezpochybnitelně skutečná – nemůže nebýt. Vnější objekty (tedy i vlastní tělo) nás však vždy mohou klamat, jelikož nepocházejí přímo z mysli, tudíž je jejich samotná existence zpochybnitelná.
Přesto mezi myslí a tělem dochází k interakci, Descartes ji však nebyl schopen uspokojivě vysvětlit. Tento problém se pokoušeli vyřešit mnozí další stoupenci karteziánské filosofie a to tak, že nejčastěji Boha prohlásili za jedinou skutečnou příčinu způsobující shodu tělesného a duchovního dění.

## Pokračovatelé
Karteziánský filosof Johannes Clauberg tvrdil, že vzájemnému působení těla a duše můžeme porozumět jen jako zázraku božské vůle (ne jako působení přírodního zákona). Duše působí na tělo pouze ve smyslu morálním (není příčinou tělesných pohybů), stejně jako vozka pouze řídí vůz, ale není příčinou pohybu kočáru. Clauberga však nelze považovat za stoupence okazionalismu, jelikož tvrdí, že duše působí na tělo a tělo na duši a že jsou vzájemně propojené.
Louis de la Forge, kartezián, jako první mluvil o causes occasionelles (příležitostných příčinách).
Gérauld de Cordemoy byl okazionalista v pravém slova smyslu, neboť jakékoli vzájemné působení dvou těles považoval za nepochopitelné. Vztah mezi našimi pohyby a myšlenkami nejsou příčiny, ale jen příležitosti. Bůh pohybuje duchy k jejich cíli, avšak směr určují oni samotní.

## Představitelé okazionalismu
Již Descartes spatřoval problém v tom, že určité fyziologické procesy nevysvětlitelným způsobem vyvolávají určité pocity (např. hlad). Arnold Geulincx vycházel z tohoto problému. Říkal, že k zapříčiňování dochází pouze tehdy, jsme-li si vědomi nejenom cíle, nýbrž i prostředků jeho provedení: „Není možné, aby někdo něco učinil a nevěděl, jak to učinil.“ Vzhledem k tomu, že nevíme, jakým způsobem (fyziologicky) k pohybu našeho těla dochází, když tento pohyb chceme, nejsme ani jeho pravou příčinou, kterou je Bůh. Člověk je pouhým divákem ve vesmíru, jeho konání nepůsobí navenek. Myšlení a vůle zůstávají uvnitř mysli, nemůže tedy působit na jiná tělesa. Tělo je nástroj, nikoli příčina, Bůh nám pomocí něj poskytuje určité vjemy.
Nicolas Malebranche vycházel z descartovského pojetí idejí, které se nacházejí pouze v Bohu. Poznání určitého předmětu se rovná zřením jeho ideje v Bohu. „Všechny věci zříme v Bohu,“ Bůh je místem jednotlivých myslí, stejně jako prostor je místem těles. Přístup ke světu těles si člověk zjednává výlučně na základě svého bezprostředního sjednocení s božským slovem. Spolu s Descartesem Malebranche tvrdil, že smysly nám neposkytují žádné jasné poznání, nemůžeme mít jistotu o existenci materiálních věcí, třebaže jejich esenci nazřít lze.
Tělesa na sebe navzájem nemohou působit. Bůh je jedinou příčinou všeho, jedná přitom podle určitého řádu a drží se principu jednoduchosti.